# Lech Stoltman
Lech Stoltman (ur. 2 lutego 1985 r. w Bytowie) – polski niepełnosprawny lekkoatleta specjalizujący się w pchnięciu kulą, trzykrotny brązowy medalista igrzysk paralimpijskich, trzykrotny wicemistrz świata, srebrny i brązowy medalista mistrzostw Europy. Występuje w klasyfikacji F55.

## Życiorys
Lech uległ wypadkowi motocyklowemu, co skutkowało paraplegią, jednak nie zniechęcił się do życia. Brał udział w zawodach w podnoszeniu ciężarów i kultyrystyce. Z powodu długich kończyn górnych i propozycji trenera zapoczątkował swoje treningu w pchnięciu kulą.
W 2016 roku na igrzyskach paraolimpijskich w Rio de Janeiro zdobył brązowy medal w pchnięciu kulą (F55). Powtórzył ten sukces podczas igrzysk paralimpijskich w Tokio w 2021 roku oraz w Paryżu w 2024 roku.
Odznaczony Brązowym Krzyżem Zasługi (2016) oraz Krzyżem Kawalerskim Orderu Odrodzenia Polski (2021).

## Wyniki
| Rok  | Zawody                   | Miejscowość    | Konkurencja                | Wynik | Pozycja    |
| ---- | ------------------------ | -------------- | -------------------------- | ----- | ---------- |
| 2014 | Mistrzostwa Europy       | Swansea        | Pchnięcie kulą (F53/54/55) | 11,01 | 4. miejsce |
| 2015 | Mistrzostwa świata       | Doha           | Pchnięcie kulą (F55)       | 11,36 | 5. miejsce |
| 2016 | Mistrzostwa Europy       | Grosseto       | Pchnięcie kulą (F55)       | 10,75 | 3. miejsce |
| 2016 | Igrzyska paraolimpijskie | Rio de Janeiro | Pchnięcie kulą (F55)       | 11,39 | 3. miejsce |
| 2017 | Mistrzostwa świata       | Londyn         | Pchnięcie kulą (F55)       | 11,37 | 2. miejsce |
| 2019 | Mistrzostwa świata       | Dubaj          | Pchnięcie kulą (F55)       | 12,22 | 2. miejsce |
| 2021 | Mistrzostwa Europy       | Bydgoszcz      | Pchnięcie kulą (F55)       | 12,07 | 2. miejsce |
| 2021 | Igrzyska paraolimpijskie | Tokio          | Pchnięcie kulą (F55)       | 12,15 | 3. miejsce |
| 2023 | Mistrzostwa świata       | Paryż          | Pchnięcie kulą (F55)       | 12,27 | 2. miejsce |
| 2024 | Igrzyska paralimpijskie  | Paryż          | Pchnięcie kulą (F55)       | 11,81 | 3. miejsce |